# يانوش مايلات
يانوش مايلات János Majláth (5 أكتوبر 1786 – 3 يناير 1855) مؤرخ وشاعر مجري، ولد في بست.
من أهم أهم أعماله كتاب (تاريخ المجر) في خمسة مجلدات نشرت في فيينا للمرة الأولى من عام 1828 إلى 1831. وكتاب (تاريخ الإمبراطورية النمساوية) في خمسة مجلدات ونشرت للمرة الأولى من عام 1834 إلى 1850.

## روابط خارجية
- يانوش مايلات على موقع الموسوعة البريطانية (الإنجليزية)